# Noces de crime
Noces de crime  — Busman’s Honeymoon dans l'édition originale britannique — est un roman policier publié par Dorothy L. Sayers en 1937. C'est le onzième et dernier roman de la série mettant en scène Lord Peter Wimsey, l'aristocrate détective amateur.

## Résumé
Peu après leur mariage, Lord Peter Wimsey et Harriet Vane se rendent à Talboys, une maison du Hertfordshire récemment acquise par Lord Peter.  À leur arrivée sur les lieux, les jeunes époux constatent avec déception que la maison est verrouillée et abandonnée par l'ex-propriétaire qui avait pourtant promis de les accueillir.  Non sans peine, ils parviennent à y passer leur première nuit de noces, mais au matin, ils découvrent à la cave le corps de l’ancien propriétaire. Tout semble indiquer qu’il s’agit là d’un simple accident, mais une investigation plus poussée démontre que cet homme, mêlé à de douteuses transactions financières et même à du chantage, a été bel et bien assassiné. 
Au milieu de la nuée d'agents de la police, de reporters, d'employés de la maison et de désagréables hommes d’affaires que le meurtre de Mr Noakes fait surgir, les jeunes mariés tenteraient en vain d’obtenir un peu d’intimité.  Avec l'aide de Bunter, le fidèle valet de Lord Peter, ils doivent donc se charger d’élucider au plus vite ce meurtre crapuleux pour retrouver enfin la quiétude souhaitée.

## Personnages
- Lord Peter Wimsey : détective amateur et aristocrate raffiné.
- Harriet Vane : épouse de ce dernier et autrice de romans policiers.
- Mervyn Bunter : fidèle valet de Lord Peter.
- Honoria Lucasta, duchesse douairière de Denver : mère de Lord Peter.
- William Noakes : ancien propriétaire de Talboys.
- Miss Agnes Twitterton : nièce célibataire de Mr Noakes.
- Frank Crutchley : mécanicien automobile et jardinier de la propriété de Talboys
- Mrs Martha Ruddle : voisine de Talboys et femme de charge de Mr Noakes
- Bert Ruddle : le fils de Mrs Ruddle
- Le superintendent en chef Kirk : responsable des affaires criminelles du Hertfordshire.
- Joseph Sellon : agent de police.
- Le révérend Simon Goodacre : vicaire de Paggleham.

## Éditions
Édition originale en anglais
- (en) Dorothy L. Sayers, Busman’s Honeymoon, Londres, Victor Gollancz Limited, 1937

Édition française
- (fr) Dorothy L. Sayers (auteur) et France-Marie Watkins (traducteur), Noces de crime [« Busman’s Honeymoon »], Paris, J’ai lu, coll. « J’ai lu - roman policier no 1995 », 1986, 346 p. (ISBN 2-277-21995-9)

## Particularités du roman
Noces de crime est le dernier des quatre romans de la série Lord Peter où apparaît le personnage de la jeune romancière Harriet Vane.
De ce récit, Dorothy L. Sayers rédigea une première version destinée à la scène, mais demeurée inédite jusqu’en 1984. La pièce fut montée et elle servit également de base à l’adaptation cinématographique réalisée en 1940. Le roman, que l’auteur estimait supérieur, paru trois ans plus tôt, en 1937.
Il s'agit ici d’un roman criminel où, selon la volonté de l’auteur, le récit psychologique et l’étude de mœurs dominent largement l’intrigue policière proprement dite.
Talboys, une courte nouvelle écrite en 1942 par Dorothy L. Sayers, offre une sorte d’épilogue à Noces de crime et constitue la toute dernière aventure de Lord Peter Wimsey.

## Adaptations
Au cinéma
- 1940 : Busman's Honeymoon, film de Arthur B. Woods, avec Robert Montgomery (Lord Peter) et Constance Cummings (Harriet Vane).

À la télévision
- 1947 : Busman’s Honeymoon, téléfilm avec Harold Warrender (Lord Peter) et Ruth Lodge (Harriet Vane).
- 1957 : Busman’s Honeymoon, téléfilm de Brandon Acton-Bond, avec Peter Gray (Lord Peter) et Sarah Lawson (Harriet Vane).